# Black Sash

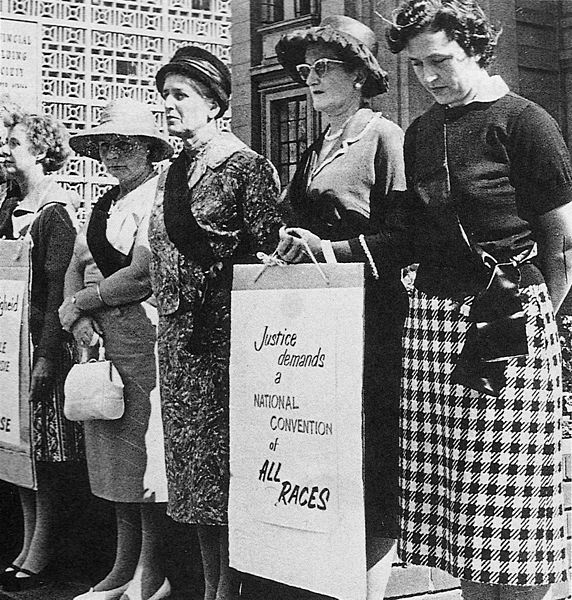
Protestaktion von Mitgliedern des Black Sash

Black Sash (deutsch: „Schwarze Schärpe“) ist eine Bürgerrechts- und Nichtregierungsorganisation von Frauen in Südafrika. Sie wurde 1955 als gewaltfreie Bewegung von „weißen“ Frauen gegen die Apartheid in Südafrika gegründet und setzte sich für die Rechte der „Nicht-Weißen“ ein.

## Geschichte
Die Südafrikanerin Jean Sinclair (1908–1996) gründete während einer Teerunde mit fünf weiteren Frauen aus der „weißen“ Mittelschicht in Kapstadt die Organisation, um gegen die Änderung des Wahlrechts in der Kapprovinz durch die Apartheidsregierung im Zuge der Einschränkungen aus dem Separate Representation of Voters Act zu protestieren. Dabei war den Coloureds das Wahlrecht entzogen worden. Der ursprüngliche Name der Organisation lautete Women’s Defence of the Constitution League (etwa: „Frauenliga zur Verteidigung der Verfassung“). Dabei verhängten sie als Zeichen der Trauer eine Nachbildung des Verfassungstextes mit einer schwarzen Schärpe (englisch black sash). Bei der ersten landesweiten Versammlung im April 1956 in Bloemfontein nahm die Organisation den Namen Black Sash an. 1961 wurde das Hauptquartier von Kapstadt nach Johannesburg verlegt. Seit 1963 steht die Mitgliedschaft Frauen aller Hautfarben offen. Bis 1975 amtierte Jean Sinclair als Vorsitzende. Black Sash protestierte gegen zahlreiche Gesetze der Regierung, welche die „Nicht-Weißen“ diskriminierten, etwa die Passgesetze. Sie veranstalteten Demonstrationen und Mahnwachen und trugen dabei die schwarze Schärpe. Sie unterhielten Büros, in denen sich Apartheidsopfer juristisch beraten lassen konnten. Als „Weiße“ wandten sie sich an ihre Parlamentsabgeordneten, die ausschließlich von „Weißen“ gewählt worden waren, um Druck auszuüben. Viele der Frauen sahen sich Anfeindungen anderer „Weißer“ ausgesetzt, mehrere wurden tätlich angegriffen, inhaftiert oder gebannt. 1983 war Black Sash maßgeblich an der Gründung der End Conscription Campaign (etwa: „Beendet-die-Wehrpflicht-Kampagne“) beteiligt, die sich erfolgreich für eine Abschaffung der Wehrpflicht einsetzte.
Nelson Mandela würdigte die Arbeit von Black Sash in der ersten Rede nach seiner Freilassung aus langer Haft im Februar 1990:

„I also salute the Black Sash […]. We note with pride that you have acted as the conscience of white South Africa. Even during the darkest days in the history of our struggle you held the flag of liberty high. – 
Ich erweise auch dem Black Sash […] meine Ehre. Wir stellen mit Stolz fest, dass Sie als Gewissen des weißen Südafrika gehandelt haben. Sogar in den dunkelsten Tagen der Geschichte unseres Kampfes haben Sie die Flagge der Freiheit hochgehalten.“

Ein Appell von Black Sash an die damaligen Konfliktparteien führte Mitte der 1990er Jahre zur Bildung der Wahrheits- und Versöhnungskommission (TRC), deren Arbeit maßgeblich zur Versöhnung in Südafrika beitrug.
Mit der Abschaffung der Apartheid in den frühen 1990er Jahren änderte Black Sash ihr Profil hin zu einer Menschenrechtsorganisation, die allen Südafrikanerinnen offensteht. Die vier Ziele sind
1. Information der Bevölkerung über ihre Rechte
2. Einsatz für eine Politik, die diese Rechte beschützt und ausbaut
3. Beobachtung des Rechtswesens und Eingreifen, wenn diese Rechte gefährdet sind, und
4. kostenlose Rechtsberatung, die den Ratsuchenden zeigt, wie sie innerhalb des Rechtssystems ihre Rechte wahrnehmen können.[2]

An der Spitze von Black Sash steht eine National Director; 2012 ist dies Marcella Naidoo. Ein Aufsichtsrat kontrolliert die Arbeit der Organisation. Die Zentrale befindet sich wieder in Kapstadt. Der Wahlspruch der Organisation lautet Making Human Rights Real (deutsch: „Die Menschenrechte Wirklichkeit werden lassen“).
Seit 1995 wird die Arbeit des Parlaments in Südafrika durch die unabhängige Parliamentary Monitoring Group (deutsch etwa: Parlamentarische Monitoringgruppe) begleitet. Sie fördert mit ihren Aktivitäten die öffentliche Bereitstellung von korrekten und nachprüfbaren Informationen. Black Sash gehört zu den Gründungsorganisationen dieser Institution, die seit dem Juli 2009 als eine unabhängige Nichtregierungsorganisation zur Transparenz im parlamentarischen Alltag beiträgt.
Zu den bekanntesten Black-Sash-Mitgliedern zählen Helen Zille und Ellen Hellmann (1908–1982).

## Publikationen
Die Organisation gab ein Journal mit dem Titel The Black sash: Die Swart serp heraus. Die Zeitschrift erschien quartalsweise von 1956 bis 1969. Seitdem erscheint sie unter dem Namen Sash.

## Weitere Mitglieder
- Jean Sinclair (Gründungsmitglied und Präsidentin)
- Sheena Duncan (Präsidentin)
- Rose Zwi (bis 1988)[8]